# Werner-Heisenberg-Schule (Leipzig)
Die Werner-Heisenberg-Schule ist ein Gymnasium im Leipziger Stadtteil Möckern.

## Geschichte
In dem 1896 bis 1912 erbauten Gebäude befand sich zunächst die 39. Volksschule und später die 39. Polytechnische Oberschule. 1974 kam es zur Trennung in 39. Oberschule und 139. Oberschule. Von 1989 bis 1992 wurde das Gebäude umfangreich saniert und 1992 als 39. Schule in der Schulform eines Gymnasiums wiedereröffnet. 1994 kam es schließlich zur Umbenennung in Werner-Heisenberg-Schule.
Die letzte große bauliche Veränderung bildet der zwischen 2008 und 2010 errichtete Sporthallenkomplex mit angegliederter Schülerspeisung.

## Namensgebung
Werner Heisenberg war ein deutscher Physiker, der ab 1927 als Professor an der Universität Leipzig lehrte. Er gilt als Begründer der Quantenmechanik und wurde dafür 1932 mit dem Nobelpreis für Physik ausgezeichnet. Die Wahl seines Namens soll auf die naturwissenschaftliche Ausrichtung des Gymnasiums Bezug nehmen.